# Keşdiməz
Keşdiməz è un comune dell'Azerbaigian situato nel distretto di Ağsu. Conta una popolazione di 282 abitanti.